# Coleophora paraononidella
Coleophora paraononidella é uma espécie de mariposa do gênero Coleophora pertencente à família Coleophoridae.